# فرمان الحمرا

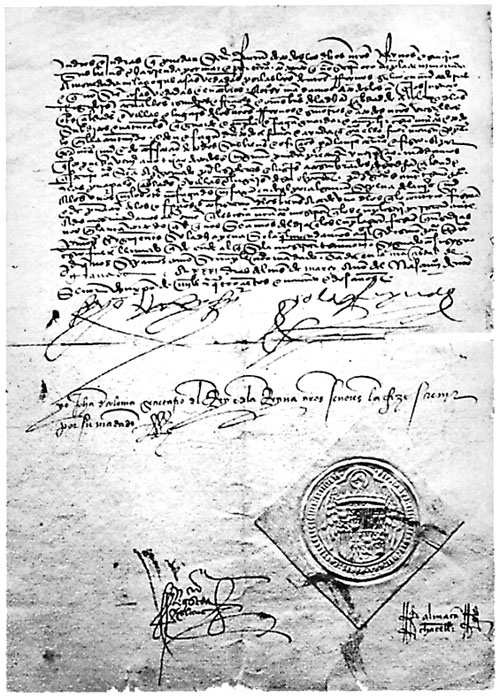
نسخه‌ای از فرمان امضاشدهٔ الحمرا

فرمان الحمرا که به فرمان اخراج نیز شهرت دارد فرمانی بود که در ۳۱ مارس ۱۴۹۲ توسط فرناندوی دوم، پادشاه آراگون و ایزابل یکم، ملکه کاستیا، ملقب به فرمانروایان کاتولیک اسپانیا صادر گردید و به موجب آن یهودیان باید خاک پادشاهی اسپانیا و مناطق تابعهٔ آن را تا ۳۱ ژوئیهٔ همان سال ترک می‌کردند.
این فرمان تا ۱۹۶۸ هنوز پابرجا بود و پس از برگزاری دومین شورای واتیکان به‌طور رسمی در ۱۶ دسامبر همان سال ملغی گردید. امروزه جمعیت یهودیان اسپانیا در حدود ۵۰ هزار نفر تخمین زده می‌شود.

## پیش‌زمینه
در آغاز سدهٔ هشتم میلادی مسلمانان بیشتر  شبه‌جزیرهٔ ایبری را اشغال کرده و در آن ساکن شده بودند. این‌ها مناطقی بودند که یهودیان از دوران امپراتوری روم در آن‌ها ساکن بودند و در زمان حاکمان مسلمان نیز چون جزء «اهل کتاب» شمرده می‌شدند از جایگاه ویژه‌ای برخوردار بودند. از سوی دیگر سعهٔ نظر فرمانروایان آندلس باعث جذب بیشتر یهودیان به این مناطق شده و شهرهای ایبری در این دوران به‌عنوان مکان‌هایی برای دانش‌آموزی و بازرگانی رونق یافت. با این حال شرایط زندگی یهودیان در این مناطق با گذر زمان به ویژه پس از سقوط خلفای اموی سخت‌تر شد و با بازپس‌گیری ایبریا از مورهای مسلمان و ایجاد جامعه‌ای مسیحی در آن به اوج خود رسید.
در این زمان یهودیان مورد خشونت و ظلم و ستم بسیاری قرار گرفته و خصومت با آنان آشکار شد. هزاران نفر از یهودیان به منظور فرار از چنین رفتارهایی با دست کشیدن از دین خود به کاتولیسم گرویدند و به نومسیحیان یا کانوِرسو معروف شدند. این تغییر دین نخست راه‌حل مؤثری برای برخوردهای فرهنگی به‌شمار می‌رفت و بسیاری از نومسیحیان از نظر اجتماعی و بازرگانی به موفقیت‌هایی نیز دست یافتند. اما همین موفقیت‌های آنان در نهایت موجب نارضایتی کلیسا و سلسله مراتب‌های سلطنتی از آنان شد و بسیاری از فرمانروایان اسپانیا به چشم مظنون به آنان می‌نگریستند.
این سوءظن‌ها از جانب مسیحیان از آنجا ناشی شده بود که بسیاری از نومسیحیان تنها در ظاهر خود را مسیحی نشان داده و در باطن و خلوت خود هنوز یهودی بوده و به آیین یهود پایبند بودند. به‌همین سبب به آنان یهودیان مخفی یا مارانو لقب داده بودند. وجود چنین یهودیانی چه برای رهبران سکولار و چه رهبران کلیسا که پیشتر خصومت خود با یهودیان را آشکار ساخته بودند قابل تحمل نبود و داشتن سوءظن نسبت به صداقت نومسیحیان باعث شعله‌ورتر شدن آتش احساسات ضد یهودی در اسپانیای سدهٔ پانزدهم گردید.

## دوران فرمانروایی فرناندو و ایزابل

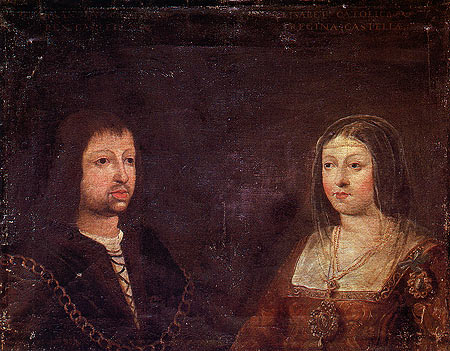
فرناندوی دوم و ایزابل یکم

با آغاز دوران زمامداری فرناندوی دوم و ایزابل یکم که به فرمانروایان کاتولیک مشهور بودند خصومت با یهودیان به اوج خود رسید. فرناندوی دوم، پادشاه آراگون و ایزابل، ملکه کاستیا در ۱۴۶۹ با یکدیگر ازدواج کرده و اتحادی بین دو خانوادهٔ پادشاهی آراگون و کاستیا (هردو از خاندان تراستامارا بودند) شکل گرفته بود و پس از آن دو پادشاهی با سیاست‌هایی مشترک اداره می‌شد. در این دوران اخباری منتشر شده بود مبنی بر آنکه یهودیان مخفی نه‌تنها در خفا به پرستش دین خود مشغولند بلکه در تلاشند تا دیگر نومسیحیان را نیز به سمت خود بکشانند. فرناندو و ایزابل این گزارش‌ها را جدی گرفته و در ۱۴۸۰ دادگاه‌های تفتیش عقاید را در کاستیا و آراگون برپا ساختند تا این افراد و دیگر مظنونان را مورد تحقیق و بازجویی قرار دهند.
در ۱۴۴۱، امارت غرناطه (گرانادا) که ایالت خراجگزار کاستیا از ۱۲۳۸ تا آن زمان بود طی امضای عهدنامهٔ گرانادا بین امیر محمد دوازدهم و ایزابل یکم، ملکه کاستیا که آزادی دینی مسلمانان و یهودیان آنجا را تضمین می‌نمود آمادهٔ انتقال به کاستیا می‌شد. فرناندو و ایزابل با پیروزی در نبرد گرانادا در ۱۴۹۲، موفق به بازپس‌گیری تمامی شبه‌جزیرهٔ ایبری از اندلسی‌های مسلمان شدند و با به‌دست آوردن شهر گرانادا، جمعیت عظیمی از مسلمانان و یهودیان زیر فرمان ایزابل یکم درآمدند. با این حال دیری نپایید که ایزابلا و فردیناند تصمیم به جایگزینی مفاد عهدنامهٔ گرانادا در حمایت از آزادی ادیان با فرمان الحمرایی گرفتند که تفتیش عقاید کاستیایی و اعدام‌های آراگونی را شامل می‌شد.

## فرمان الحمرا
فرناندو و ایزابل فرمان الحمرا را در کمتر از ۳ ماه پس از تسلیم گرانادا صادر کردند. در این فرمان یهودیان متهم به براندازی دین مقدس کاتولیک و تلاش برای دور ساختن مسیحیان باایمان از اعتقادهایشان شدند.
به یهودیان تنها ۴ ماه فرصت داده شد که یا مسیحی شوند یا کشور را ترک کنند. همچنین در این فرمان به یهودیان قول داده شد به مدت ۳ ماه تا ضرب‌الاجل اعلام شده تحت چتر حمایتی سلطنتی قرار خواهند گرفت. همچنین آنان اجازه داشتند تا اموال خود - به‌جز طلا، نقره یا پول‌های ضرب‌شده - را با خود ببرند.
مجازات یهودیانی که تا زمان تعیین شده تغییر دین نداده و کشور را هم ترک نکرده بودند اعدام بود. غیر یهودیانی نیز که به یهودیان پناه داده یا آنان را پنهان می‌ساختند تمام اموالشان مصادره می‌شد.

اخراج یهودیان در اروپا در فاصلهٔ سال‌های ۱۱۰۰ تا ۱۶۰۰

## پراکندگی یهودیان
یهودیان اسپانیایی‌ای که ترک کشورشان را برگزیدند در منطقه‌ای از شمال آفریقا پراکنده شدند که امروزه مغرب نامیده می‌شود. گروهی نیز به جنوب‌شرقی اروپا گریختند و با تضمین امنیتشان در آنجا، تشکل‌های یهودی محلی موفقی را شکل دادند که بزرگترینشان در سالونیکا و سارایوو بود. این تشکل‌ها همچنین با تشکل‌های دیگری از یهودیان شرقی به‌نام میزراحی که از پیش در آن مناطق وجود داشتند آمیخته شدند.همچنین عده ای از آن ها به خاورمیانه مهاجرت کردند،یهودیان اسپانیایی مهاجرت کرده به ایران عمدتا در کاشان سکنی گزیدند
در مورد تعداد یهودیانی که به‌واسطهٔ فرمان الحمرا مجبور به ترک اسپانیا شدند اختلاف نظر وجود دارد و این تعداد بین ۱۳۰ هزار تا ۸۰۰ هزار نفر متغیر است. احتمالاً بیش از نیمی از آنان به پرتغال کوچ کردند اما در آنجا نیز تنها برای چند سال از اذیت و آزار پرتغالی‌ها درامان بودند. یهودیان پرتغال که احتمالاً ۱۰ درصد از جمعیت آن کشور را در آن زمان تشکیل می‌دادند با فرمانی سلطنتی مسیحی نامیده شدند مگر آنکه خاک پرتغال را ترک می‌کردند. با این حال پادشاه پرتغال که به تخصص آنان برای تشکیلات اقتصادی کشورش در ماورای دریاها نیاز داشت به شدت از خروج آنان جلوگیری به‌عمل آورد و اکثریت آنان با عنوان مسیحی مجبور به ماندن در پرتغال شدند.

## تغییر دین
تخمین زده می‌شود که بین ۵۰ هزار تا ۷۰ هزار نفر از یهودیان اسپانیا به‌منظور اخراج نشدن از آن کشور حاضر به تغییر خود دین شدند. با این حال این کار آنان نیز نتوانست جلوی خصومت و بدرفتاری کلیسا با آنان، به ویژه پس از برگزاری دادگاه‌های تفتیش عقاید را بگیرد و اعدام یا اخراج آنان به عملی معمول بدل شد. با این حال آزمایش‌های دی‌ان‌ایی که در سال‌های اخیر و توسط دانشگاه لیستر و دانشگاه پومپیو فابرا انجام گرفته چنین نشان می‌دهد که در حدود ۲۰ درصد از مردم امروزی اسپانیا به‌طور مستقیم از نسل یهودیان سفاردی هستند. اما این نتایج در تناقض با مطالعات ژنتیکی انجام گرفته در ایبری بود و با مسیر اصلی تاریخ‌نگاری نیز ناسازگاری داشت و همین موضوع سبب شد تا درستی نتایج حاصله مورد پرسش خود نویسندگان و استفان اُپنهایمر، نسل‌شناس بریتانیایی قرار گیرد.
در نهایت بسیاری از این نومسیحیان به‌دنبال تفتیش‌های عقاید دوگانهٔ اسپانیا و پرتغال یا مجبور به ترک این کشورها شده یا با جمعیت محلی کاتولیک‌مذهب ازدواج کردند. بسیاری در شمال آفریقا، آمریکای لاتین یا دیگر کشورهای اروپایی به ویژه هلند و انگلستان ساکن شدند.

## اسحاق ابرونئیل و فرمان الحمرا
در روایاتی آمده است که اسحاق ابرونئیل، سیاستمدار یهودی که پیشتر با پرداخت خون‌بهای ۴۸۰ یهودی به بهای ۲۰ هزار دوبلون، آزادی آنان را از فرمانروایان کاتولیک خریده بود، در زمان صدور فرمان الحمرا، حاضر شد تا در ازای لغو این فرمان، ۶۰۰ هزار دوکات طلا به پادشاه بپردازد. فردیناند نخست در برابر این پیشنهاد مدتی درنگ کرد اما در نهایت با دخالت توماس د تورکه‌مادا، مفتش اعظم که با پرتاب صلیب عیسی در برابر پادشاه و ملکه آن‌ها را مورد پرسش قرار داد که آیا می‌خواهند همچون یهودا، مسیح را به پول بفروشند آن را رد کرد.